# جورج بيرسي
جورج بيرسي (بالإنجليزية: George Percy)‏ هو مستكشف أمريكي، ولد في 4 سبتمبر 1580، وتوفي في 1632.

## وصلات خارجية
- جورج بيرسي على موقع الموسوعة البريطانية (الإنجليزية)